# Luigi Fenizi
Luigi Fenizi (Falerone, 9 settembre 1944 – Roma, 2 ottobre 2024) è stato uno scrittore italiano.

## Biografia
Luigi Fenizi nacque a Falerone, all'epoca in provincia di Ascoli Piceno, e viveva a Roma. Dal 1974 al 2009 è stato un consigliere parlamentare del Senato della Repubblica.
Autore di numerosi saggi di carattere storico e politico, ha collaborato con giornali e riviste, da l'Avanti! a l'Astrolabio, da Tempo Presente a Nuovi Studi Politici e Mondoperaio. In particolare ha studiato la figura e l'opera di Ignazio Silone ed è stato vice presidente della Fondazione omonima.
Per quanto riguarda le sue opere, va segnalato innanzitutto Il secolo crudele. Dialoghi sulla violenza di massa nel Novecento, pubblicato nel 1999, resoconto critico di incontri con carnefici e vittime del secolo scorso (da Höss a Stalin, da Moro a Mandela). Del 2003 è Icaro è caduto. Parabola storica dell'utopia moderna, nel quale si affronta la dicotomia tra Icaro, ovvero la seduzione dell'impossibile, e Dedalo, ovvero la pratica del ragionevole. La condizione assurda. Albert Camus, il Male e io, pubblicato nel 2005, è un saggio filosofico che incrocia le personali vicende dell'autore con la visione che Camus ebbe del destino e della vita. Nel 2008 con Lo specchio infranto. Sguardi, metafore, enigmi esplora la natura ambivalente dell'essere umano. Ad uno dei più grandi (ed a lungo misconosciuti) autori della letteratura russa del Novecento è dedicato Varlam Šalamov. Storia di un colpevole d'innocenza, pubblicato nel 2012. Del 2016 è Deposito bagagli. Diario di viaggio verso la notte, con riflessioni autobiografiche collegate agli interessi culturali dell'autore. Nel 2019 ha pubblicato L'uomo spaesato. Nel vortice delle mutazioni, un'occasione per riflettere sull'attuale rischio per l'umanità di cadere sotto il dominio degli algoritmi: l'algocrazia ovvero lo strapotere di macchine più intelligenti di noi. Nel 2022 ha pubblicato Sillabario esistenzialista. Ventuno racconti brevi, opera della piena maturità umana e intellettuale.

## Opere

### Saggistica
- Il secolo crudele. Dialoghi sulla violenza di massa nel Novecento, Roma: Bardi Editore, 1999
- Icaro è caduto. Parabola storica dell'utopia moderna, Roma: Bardi Editore, 2003
- La condizione assurda. Albert Camus, il Male e io, Roma: Bardi Editore, 2005
- Lo specchio infranto. Sguardi, metafore, enigmi, Roma: Bardi Editore, 2008
- Varlam Šalamov. Storia di un colpevole d'innocenza, Roma: Scienze e Lettere, 2012
- Le radici politico-culturali de L'Astrolabio. Gli anni del centro-sinistra, in A. Casiglia (a cura di), Pagine scomode. La Rivista Astrolabio (1963-1984), Roma: Ediesse, 2014, pp. 81–144
- Deposito bagagli. Diario di viaggio verso la notte, Roma: Scienze e Lettere, 2016
- L'uomo spaesato. Nel vortice delle mutazioni, Roma: Scienze e Lettere, 2019.
- Sillabario esistenzialista. Ventuno racconti brevi, Roma: Scienze e Lettere, 2022